# Championnat d'Indonésie de football 2020
Navigation
Saison 2019 Saison 2021-2022
La saison 2020 du Championnat d'Indonésie de football est la vingt-quatrième édition du championnat de première division de football en Indonésie. La compétition regroupe dix-huit équipes, regroupées au sein d'une seule poule où elles s'affrontent deux fois au cours de la saison, à domicile et à l'extérieur. À l'issue de la compétition, les trois derniers du classement sont relégués et remplacés par les trois meilleures formations de Liga 2, la deuxième division indonésienne.
Bali United est le tenant du titre.

## Déroulement de la saison
Le championnat débute le 29 février 2020, mais au bout de la 3e journée il est arrêté à cause de la pandémie de Covid-19. Dans un premier temps le championnat devait reprendre en octobre, mais le 29 septembre la police ne donne pas l'autorisation d'une reprise. Fin octobre le championnat est abandonné, aucun titre ne sera décerné.
Pour les qualifications continentales on se base sur le classement de la saison 2019, Bali United Football Club, le champion sortant est qualifié pour la Coupe de l'AFC 2021, le vainqueur de la Coupe d'Indonésie 2019 et le vice-champion n'ayant pas de licence pour les compétitions de l'AFC, c'est le troisième, Persipura Jayapura, qui est qualifié pour le tour préliminaire de la Coupe de l'AFC 2021.

## Les clubs participants
- Bhayangkara FC
- Persib Bandung
- PS Barito Putera
- Persija Jakarta
- Persela Lamongan
- Persik Kediri - promu de D2
- PS TIRA
- Persebaya Surabaya
- PSM Makassar
- Arema Malang
- Persiraja Banda Aceh - promu de D2
- Persipura Jayapura
- Bali United
- Persita Tangerang - promu de D2
- PSIS Semarang
- Borneo Football Club
- PSS Sleman
- Madura United

## Compétition
Le barème utilisé pour établir l'ensemble des classements est le suivant :
- Victoire : 3 points
- Match nul : 1 point
- Défaite : 0 point

### Classement
| Rang | Équipe                | Pts | J | G | N | P | Bp | Bc | Diff |
| ---- | --------------------- | --- | - | - | - | - | -- | -- | ---- |
| 1    | Persib Bandung        | 9   | 3 | 3 | 0 | 0 | 7  | 2  | +5   |
| 2    | Bali UnitedT          | 7   | 3 | 2 | 1 | 0 | 5  | 2  | +3   |
| 3    | Borneo Football Club  | 6   | 3 | 2 | 0 | 1 | 6  | 4  | +2   |
| 4    | Persipura Jayapura    | 6   | 3 | 2 | 0 | 1 | 6  | 5  | +1   |
| 5    | PSIS Semarang         | 6   | 3 | 2 | 0 | 1 | 5  | 4  | +1   |
| 6    | PSM Makassar          | 5   | 3 | 1 | 2 | 0 | 4  | 3  | +1   |
| 7    | Persiraja Banda AcehP | 5   | 3 | 1 | 2 | 0 | 1  | 0  | +1   |
| 8    | Madura United         | 4   | 3 | 1 | 1 | 1 | 5  | 3  | +2   |
| 9    | Persija Jakarta       | 4   | 2 | 1 | 1 | 0 | 5  | 4  | +1   |
| 10   | PS TIRA               | 4   | 3 | 1 | 1 | 1 | 3  | 0  | +3   |
| 11   | Bhayangkara FC        | 3   | 3 | 0 | 3 | 0 | 3  | 3  | 0    |
| 12   | Arema Malang          | 3   | 3 | 1 | 0 | 2 | 3  | 4  | -1   |
| 13   | Persik KediriP        | 2   | 3 | 0 | 2 | 1 | 2  | 3  | -1   |
| 14   | Persita TangerangP    | 2   | 3 | 0 | 2 | 1 | 2  | 4  | -2   |
| 15   | Persebaya Surabaya    | 1   | 2 | 0 | 1 | 1 | 4  | 5  | -1   |
| 16   | PSS Sleman            | 1   | 3 | 0 | 1 | 2 | 2  | 4  | -2   |
| 17   | PS Barito Putera      | 1   | 3 | 0 | 1 | 2 | 2  | 7  | -5   |
| 18   | Persela Lamongan      | 0   | 3 | 0 | 0 | 3 | 3  | 8  | -5   |

|  | Qualification pour la Coupe de l'AFC 2021 |

- C'est la saison 2019 qui est prise en compte pour les qualifications pour la Coupe de l'AFC 2021.

## Bilan de la saison
| Championnat d'Indonésie de football 2019 |                    |
| Champion                                 | aucun              |
| Coupes et trophées                       |                    |
| Vainqueur de la Coupe d'Indonésie 2019   | non disputée       |
| Qualifications continentales             |                    |
| Coupe de l'AFC 2021                      | Bali United        |
| Coupe de l'AFC 2021                      | Persipura Jayapura |
| Promotions et relégations                |                    |
| Promus en Liga 1                         | aucun              |
| Relégués en Liga 2                       | aucun              |